# Charmont-sous-Barbuise
Charmont-sous-Barbuise è un comune francese di 1 032 abitanti situato nel dipartimento dell'Aube nella regione del Grand Est.

## Società

### Evoluzione demografica
Abitanti censiti